# Erythrolamprus pseudocorallus
Espèce
Erythrolamprus pseudocorallus  est une espèce de serpents de la famille des Dipsadidae.

## Répartition
Cette espèce se rencontre entre 100 et 2 300 m d'altitude :
- en Colombie dans les départements d'Antioquia, de Cundinamarca, de Norte de Santander, de Santander et de Tolima ;
- au Venezuela dans les États de Zulia, de Mérida et dans le District capitale de Caracas.

## Morphologie
Ce serpent fait partie des « faux serpent-corail ». Ces ophidiens sont des couleuvres qui se sont adaptées aux couleurs du redouté serpent-corail (mortel pour l’homme). Ses couleurs vives en alternance de rouge, jaune et noir lui permet d’éviter les prédateurs, qui le confondent.[à vérifier]

## Publication originale
- Roze, 1959 : El genero Erythrolamprus Wagler (Serpentes; Colubridae) en Venezuela. Acta Biológica Venezuelica, vol. 2, p. 523-534